# Groot kalkschuim
Het groot kalkschuim (Mucilago crustacea) is een plasmodiale slijmzwam behorend tot de familie Didymiaceae. Het is een melkwitte kussenvormige slijmzwam die meestal groeit tussen vochtig gras. Het leeft saprotroof op kruidachtige plantendelen. Naarmate het ouder wordt wordt de structuur opener en meer hoekig. De slijmzwam kan zich voortbewegen op het substraat.

## Kenmerken
De aethalia (vruchtlichamen) zitten direct op het substraat vast. Ze bestaan uit losjes of dicht op elkaar staande buizen die zich bevinden op de uitstulpingen van het dunne onderliggende weefsel (hypothallus). Ze hebben een koraalachtige vorm en vertonen vertakkingen. De aethalia kunnen een breedte van 10 cm en een hoogte van 3, soms 5 cm bereiken. Ze omsluiten volledig het substraat waarop ze groeien. De kleur varieert van wit tot crèmekleurig. Na het verdwijnen van de korst (cortex) worden ze grijs tot grijszwart.
De hypothallus is kleurloos of crèmekleurig tot wit. Naar de buizen toe is het bandvormig uitgerekt. Het is hoornachtig, sponsachtig poreus en bevat kristallijne kalk.
De wit tot crèmekleurige, brosse cortex heeft een schuimig-blaasachtige vorm en valt vrij snel af. Het heeft stervormige tot onregelmatig afgeronde kristallen. De peridium (wand van het sporenlichaam) van de oorspronkelijk talrijke individuele vruchtlichamen is delicaat en wit (met kalk bestoven) of iriserend (kalkvrij). In doorgaand licht lijkt het kleurloos. Later scheurt het onregelmatig in de lengte open, waarbij de resten rafelig kunnen zijn en zo een pseudocapillitium vormen. Soms ontstaat door een vouw in de peridium diep in het binnenste van het vruchtlichaam reikt, een pseudocolumella. Het is dus gevormd als een breed, tweelaags lint.
Het capillitium is een dicht netwerk van nauwe mazen en heeft een donkerbruine tot bijna zwarte kleur. De individuele draden hebben een diameter tot 4 µm. Ze hebben soms knoestige afzettingen en spilvormige verdikkingen. Op de vertakkingspunten is het weefsel breder. Het heeft vrije uiteinden waar de vezels spits toelopen en kleurloos lijken. De sporen zijn in massa zwart, in doorgaand licht paarsbruin. Ze hebben een bolvormige vorm en een diameter van 10 tot 18 µm. Het oppervlak is bedekt met wratten en stekels van maximaal 1 µm lang.
Het plasmodium is crèmekleurig tot geelachtig. Vlak voor de vorming van vruchtlichamen kleurt het donkergrijs.

## Verspreiding
In Nederland komt de soort vrij algemeen voor. Het kan met name van augustus tot en met januari worden waargenomen.

## Foto's

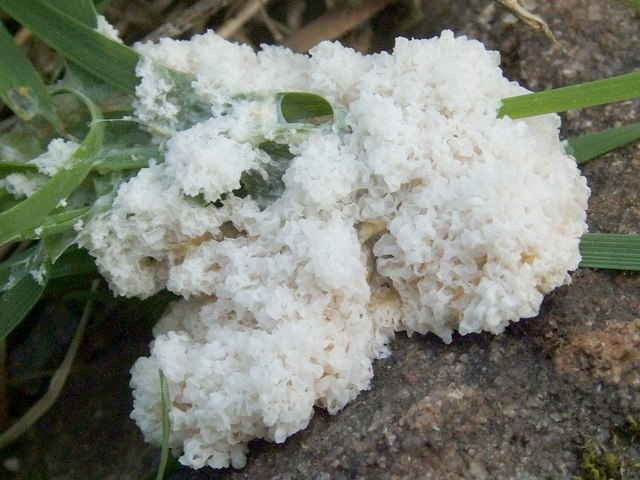
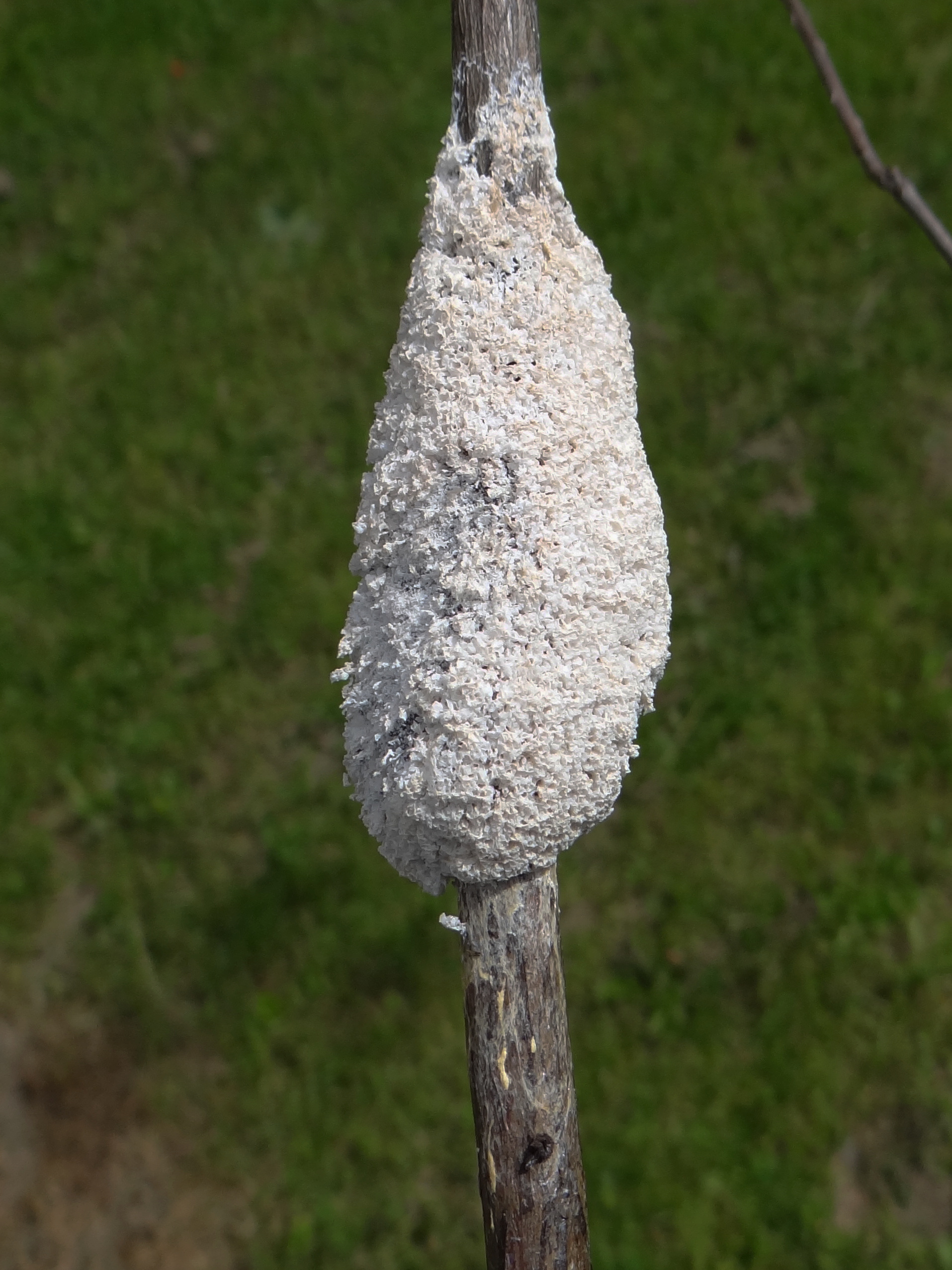